# Izumi Miyuki
Izumi Miyuki (泉 美幸, sinh ngày 31 tháng 5 năm 1975) là một cựu cầu thủ bóng đá nữ người Nhật Bản.

## Đội tuyển bóng đá nữ quốc gia Nhật Bản
Izumi Miyuki thi đấu cho đội tuyển bóng đá nữ quốc gia Nhật Bản từ năm 1996.

## Thống kê sự nghiệp
| Nhật Bản  | Nhật Bản | Nhật Bản |
| Năm       | Trận     | Bàn      |
| --------- | -------- | -------- |
| 1996      | 5        | 0        |
| Tổng cộng | 5        | 0        |